# Pabellón Ciudad de Algeciras
El Ciudad de Algeciras es el pabellón polideportivo principal de la ciudad de Algeciras (provincia de Cádiz) España. En él ,juega el BM Ciudad de Algeciras. El estadio se inauguró con un partido entre la selección española de baloncesto y el Paini de Nápoles.
Consta de dos módulos cubiertos bien diferenciados (pabellón y piscinas climatizadas). 
Tres niveles se encuentran:

## Sótano
- Sala máquinas piscinas.

## Planta Baja
- Servicio ATS.
- Recepción.
- Registro.
- Departamento de Actividades.
- Recepción
- Sede Balonmano Ciudad de Algeciras
- Sede UDEA Baloncesto
- Sede C Baloncesto Ciudad de Algeciras
- Departamento de personal
- Concejal de deportes
- Piscinas cubiertas
- Pabellón cubierto
- Zona de tenis de mesa
- Sala de aeróbic
- Vestuarios
- Aseos

## Primera planta
- Cafetería.
- Acceso Gradas de Pabellón.
- Acceso Gradas de Piscinas.
- Aseos.
- Sala Polivalente.
- Departamento Económico-Administrativo.
- Despacho Jefe de Servicio.
- Sala de Yoga

## Exterior de las instalaciones
- 4 Pistas de pádel, inauguradas en 2001, con césped sintético y el cerramiento es de cristal templado, con iluminación artificial.
- Cancha de baloncesto gratuita.
- Bellos jardines rodeando el recinto

## Dirección
C/Susana Marcos S/N

11.204 Telf.- 956-672741

Algeciras (Cádiz) España